# Bistum Saitama
Das Bistum Saitama (lat.: Dioecesis Saitamaensis, jap. カトリックさいたま教区, katorikku Saitama kyōku) ist eine in Japan gelegene römisch-katholische Diözese mit Sitz in Saitama.

## Geschichte
Papst Pius XI. gründete die Apostolische Präfektur Urawa am 4. Januar 1939 aus Gebietsabtretungen des Bistums Yokohama. 
Mit der Apostolischen Konstitution Qui superna Dei wurde es am 16. Dezember 1957 zum Bistum erhoben. Am 31. März 2003 nahm es seinen heutigen Namen an, nachdem 2001 Urawa in Saitama eingemeindet wurde.

## Territorium
Das Bistum Saitama umfasst die Präfekturen Saitama, Gunma, Ibaraki und Tochigi auf der Insel Honshū.

## Ordinarien

### Apostolischer Präfekt von Urawa
- Ambroise Leblanc OFM (1939–1940)
- Paul Sakuzo Uchino (13. Dezember 1945–1957)

### Bischöfe von Urawa
- Laurentius Satoshi Nagae (24. Dezember 1957–20. Dezember 1979)
- Franz Xaver Kaname Shimamoto I del Prado (20. Dezember 1979–8. Februar 1990, dann Erzbischof von Nagasaki)
- Peter Takeo Okada (15. April 1991–17. Februar 2000, dann Erzbischof von Tokio)
- Marcellino Taiji Tani (10. Mai 2000–31. März 2003)

### Bischof von Saitama
- Marcellino Taiji Tani (31. März 2003–27. Juli 2013)
  - Peter Takeo Okada (27. Juli 2013–2. Juni 2018) (Apostolischer Administrator)
- Mario Michiaki Yamanouchi SDB, seit 2. Juni 2018